# Arise and shine
Arise and shine is een studioalbum van The Enid. The Enid is sinds haar oprichting een band met een wisselvallig bestaan, vanwege de matige gezondheid van leider Robert John Godfrey. De band lag vrijwel stil sinds 1999, maar langzaamaan werd de draad weer opgepakt. Er werden weer optreden gegeven. Aangezien de muziekgroep rondom Godfrey uit nieuwe musici bestond, moest er flink gerepeteerd worden om het oude repertoire te kunnen opvoeren/uitvoeren. Tijdens het oefenen werden de stukken ook opnieuw opgenomen. Ten eerste om de nieuwe musici eraan te laten wennen en ten tweede omdat de discografie van The Enid altijd al moeilijk verkrijgbaar is. 
Enidi is de officiële fanclub van The Enid, de compact disc was in eerste instantie niet in de winkels te koop. Ze was verkrijgbaar tijdens concerten van de band en internet. In 2001 zou Arise and shine, volume 2 verschijnen, wederom in een andere samenstelling. 

## Musici
- Robert John Godfrey - toetsinstrumenten
- Jason Ducker – gitaar, basgitaar
- Max Read – toetsinstrumenten, zang
- Dave Storey – slagwerk, percussie

## Nummers
| Nr. | Titel                                                                    | Duur |
| --- | ------------------------------------------------------------------------ | ---- |
| 1.  | Castles in the air (The Enid)                                            |      |
| 2.  | Riguardon (The Enid)                                                     |      |
| 3.  | Chaldean crossing (Godfrey, Storey, Stephen Stewart, Risdon)             |      |
| 4.  | Dark hydraulic forces of the Id (The Enid)                               |      |
| 5.  | Sheets from the blue yonder (Godfrey, Ducker, Stewart)                   |      |
| 6.  | Apocalypse – Judgement day (Godfrey, Storey, Stewart, Francis Lickerish) |      |
| 7.  | Avalon – Under the summer stars (idem)                                   |      |
| 8.  | Malacandra – The silent planet (The Enid)                                |      |